# Sorocaba
Sorocaba är en stad och kommun i Brasilien och ligger i delstaten São Paulo. Kommunen hade år 2014 cirka 640 000 invånare.

## Administrativ indelning
Kommunen var år 2000 indelad i fyra distrikt (Brigadeiro Tobias, Cajuru do Sul, Éden och Sorocaba), vilka 2010 slagits samman till ett distrikt (Sorocaba).